# Hợp kim của đồng
Hợp kim đồng là vật liệu trên cơ sở đồng (nguyên tố) được hợp kim hóa với các nguyên tố hóa học khác, ví dụ như thiếc, chì, kẽm, bạc, vàng, antimon... Hợp kim đồng có đặc tính chống ăn mòn tốt trong môi trường bình thường. Tính năng điện của hợp kim đồng thấp hơn đồng nguyên chất, nhưng các tính năng cơ tính và tính đúc của nó lại vượt trội.

## Cấu tạo cơ bản
Đặc điểm khác nhau của hợp kim đồng thể hiện ra bên ngoài một cách rõ ràng được quyết định bởi nguyên tố hóa học tham gia hợp kim hóa cùng với đồng. Sự đa dạng của hợp kim đồng do sự có mặt của nhiều kim loại và á kim đã cho ta một tổng hợp đa dạng về sự phân loại chúng, đồng thau, đồng thiếc, đồng niken, đồng-niken-kẽm, đồng-chì, và hợp kim đồng đặc biệt hiện nay người ta dùng hợp kim đồng-Coban để chế tạo vật liệu GMR (từ điện trở khổng lồ).

## Phân loại hợp kim của đồng

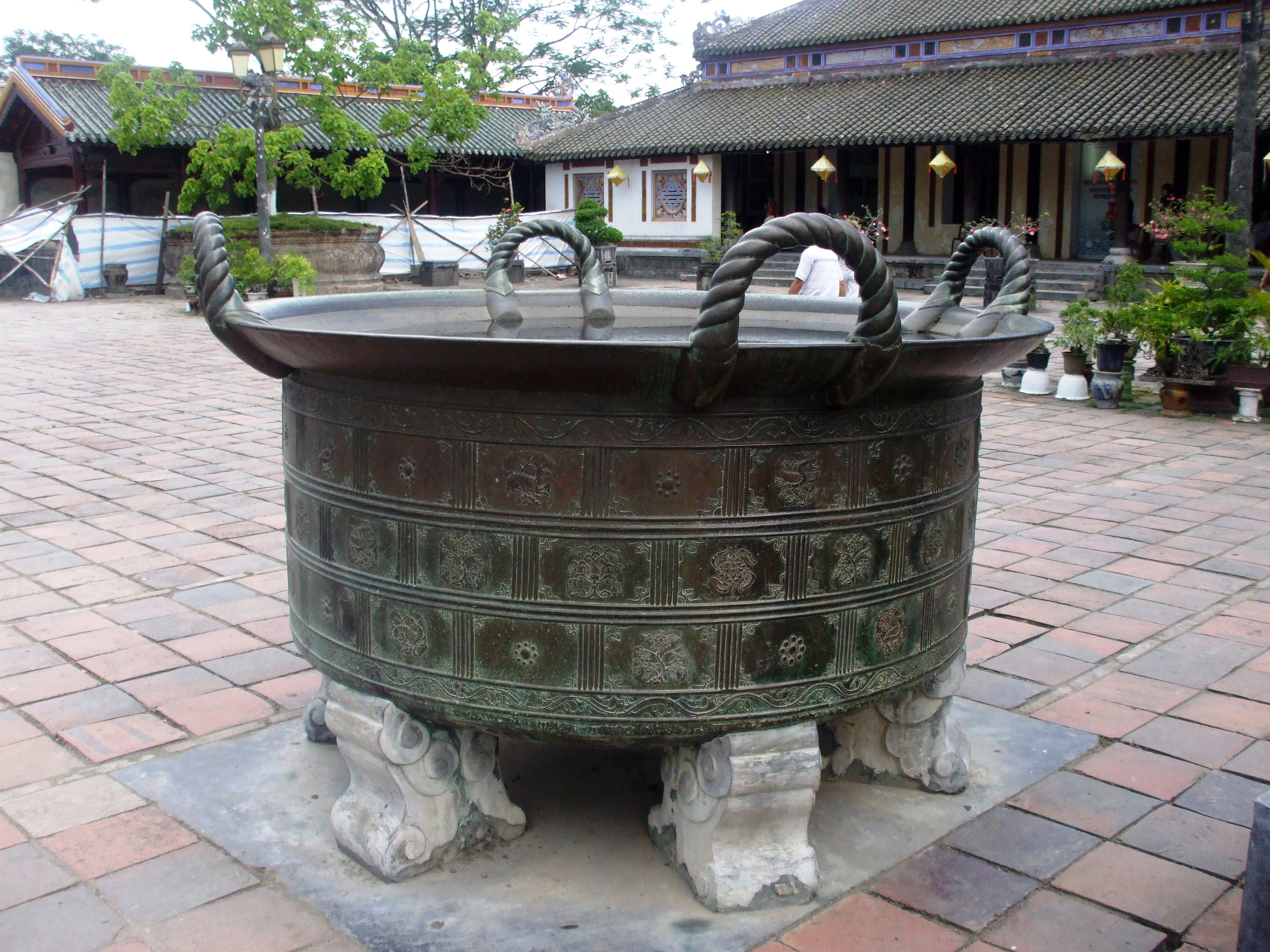
Vạc đồng nặng 1.552 kg đúc năm 1662 đời chúa Nguyễn Phúc Tần, hiện trưng bày tại Đại Nội Huế.

### Đồng thiếc
Được ứng dụng sớm nhất là đồng thiếc (đôi khi còn gọi là "đồng thanh", theo Tiêu chuẩn Việt Nam TCVN 1659-75, có tên "brông thiếc", tiếng Anh: bronze). Thiếc có các ảnh hưởng tương tự như kẽm lên các tính chất cơ khí của đồng, nó tăng cao độ bền và độ dẻo. Hợp kim đồng với thiếc đạt được độ bền chống ăn mòn cao và các tính chất chịu mài mòn tốt. Các tính chất này giúp cho đồng thiếc có ứng dụng trong công nghiệp hóa chất để chế tạo các dụng cụ đúc, cũng như trong vai trò của vật liệu chịu mài mòn trong các lĩnh vực khác.
Hợp kim đồng thiếc được gia công khá tốt bằng áp lực và cắt gọt. Độ co ngót của nó rất nhỏ khi đúc, dưới 1 %, trong khi độ co ngót của đồng thau và gang là khoảng 1,5 % và thép là trên 2 %. Vì thế, cho dù có xu hướng về phía thiên tích (sự không đồng nhất khi kết tinh) và độ chảy loãng tương đối không cao, đồng thiếc vẫn được ứng dụng thành công để nhận được các vật đúc có hình thể phức tạp, kể cả các đồ đúc nghệ thuật. Hợp kim đồng thiếc được biết đến và sử dụng từ thời cổ đại. Phần lớn các sản phẩm cổ đại từ đồng điếu chứa 75—90 % đồng và khoảng 25—10 % thiếc, làm cho bề ngoài của chúng khi mới đúc trông giống như vàng, nhưng chúng khó nóng chảy hơn. Các sản phẩm đồng thiếc cũng không đánh mất vai trò trong thế giới ngày nay.
Các dạng đồng thiếc hợp kim hóa được với kẽm, niken và phosphor. Kẽm có thể cho vào tới 10 %, với mức độ như thế nó gần như không thay đổi các tính chất của đồng thiếc, nhưng làm cho đồng thiếc trở nên rẻ tiền hơn. Chì và phosphor làm tăng khả năng chịu mài mòn của đồng điếu và khả năng gia công bằng cắt gọt.

### Đồng thau
Đồng thau (hay còn gọi là Latông, tiếng Anh: brass) là hợp kim của đồng và kẽm. Tỷ lệ pha chế giữa đồng và kẽm cho ta một loạt các đồng thau đa dạng khác nhau. Đồng thau là một hợp kim thay thế, nó được ứng dụng nhiều vào các lĩnh vực như đồ trang trí, vật liệu hàn, thiết bị điện, các loại đầu đạn súng cá nhân, và rất nhiều các nhạc cụ hơi...
Đồng thau có một màu vàng, đôi khi khá giống màu của vàng, nó có thể duy trì được độ sáng bóng trong điều kiện môi trường bình thường, nên chúng được làm ra các đồ trang trí, hay làm tiền xu.
Đồng thau được người tiền sử biết đến khá sớm, trước rất lâu khi con người tìm ra kẽm, nó là sản phẩm đồng hành trong quặng calamin, là một khoáng vật chứa kẽm và đồng. Nền văn hóa Đông Sơn của Việt Nam là một trong những nền văn hóa đồng thau rực rỡ cách ngày nay trên 3.000 năm. Những sản phẩm đồng thau tinh xảo và tuyệt đẹp cùng với văn minh nhân loại mở ra thời kỳ đồ đồng rực rỡ. Trong quá trình nấu chảy quặng calamin, kẽm được tách ra và hòa lẫn vào đồng tạo thành đồng thau tự nhiên. Kẽm trong đồng thau đã giúp cho điểm nóng chảy của đồng thau thấp xuống đáng kể, tăng tính đúc vì vậy đã cho ra những sản phẩm thuộc thời đại đồ đồng tuyệt đẹp và sắc sảo, cũng như giữ được màu sắc trường tồn.
Trong văn hóa Đông sơn, mặc dù dùng tên gọi là đồng thau nhưng thực chất là hợp kim của đồng- thiếc hoặc đồng - chì - thiếc (còn gọi là bronze). Hợp kim đồng - kẽm sau này mới được sử dụng vào khoảng thế kỷ 17 trở lại đây. Hợp kim đồng kẽm là kỹ thuật hợp kim của phương Tây chứ không phải là hợp kim mang tính truyền thống của Việt Nam.

### Hợp kim đồng hiện đại
Do giá thành cao của thiếc nên người ta đã tìm các chất thay thế cho đồng thiếc. Các loại hợp kim đồng mới này chứa ít thiếc hơn so với đồng thiếc trước kia đã sử dụng hoặc hoàn toàn không chứa thiếc.
Ngày nay, tồn tại một loạt các loại hợp kim đồng không chứa thiếc, thậm chí cả kẽm. Chúng là hợp kim kép hay nhiều thành phần của đồng với nhôm, mangan, sắt, chì, niken, beryli, silic v.v. Độ co ngót của các loại hợp kim này đều cao hơn của đồng thiếc. Tuy nhiên, theo một vài tính chất khác thì hợp kim mới lại ưu việt hơn đồng thiếc. Đồng nhôm, silic và đặc biệt là đồng beryli có tính chất cơ khí tốt hơn, đồng nhôm tốt hơn theo độ chống ăn mòn, còn đồng silic tốt hơn về độ chảy loãng.
Ngoài ra, độ bền của đồng nhôm và đồng beryli có thể gia tăng bằng gia công nhiệt.
Cũng cần phải đề cập tới các hợp kim của đồng với phosphor. Chúng không thể phục vụ trong vai trò của vật liệu chế tạo cơ khí, vì thế nói chung người ta không gọi nó là đồng điếu. Tuy nhiên, nó là mặt hàng được giao dịch trên thị trường thế giới và phục vụ trong vai trò của hợp kim trung gian để sản xuất nhiều chủng loại đồng điếu có chứa phosphor, cũng như để khử oxy các hợp kim trên cơ sở là nền đồng.
| Họ                    | Nguyên tố tạo hợp kim chủ yếu | Số UNS                       |
| --------------------- | ----------------------------- | ---------------------------- |
| Đồng thau             | Kẽm (Zn)                      | C1xxxx–C4xxxx, C66400–C69800 |
| Đồng thiếc            | Thiếc (Sn)                    | C5xxxx                       |
| Đồng nhôm             | Nhôm (Al)                     | C60600–C64200                |
| Đồng silic            | Silic (Si)                    | C64700–C66100                |
| Đồng niken, niken bạc | Niken (Ni)                    | C7xxxx                       |